# Znicz Gorzów Wielkopolski
MKS Znicz Gorzów Wielkopolski – nieistniejący polski wielosekcyjny klub sportowy z Gorzowa Wielkopolskiego. Klub powstał w 1957 roku na bazie ZSSZ Zryw Gorzów Wielkopolski, natomiast w latach 1974–1978 działał jako SZS-AZS Gorzów Wielkopolski.